# Альвеолярный щелчок (буква)
ǃ (альвеолярный щелчок, также постальвеолярный щелчок и ретрофлексный щелчок) — буква расширенной латиницы. Используется в МФА, а также в языках жуцъоан и нцъу, в которых обозначает звук [ǃ].

## Использование
Буква была изобретена Карлом Рихардом Лепсиусом и использовалась в его стандартном алфавите. У Лепсиуса буква представляла собой букву для зубного щелчка (ǀ) с точкой снизу; основа буквы имела высоту строчных латинских букв без выносных элементов, т. е. буква выглядела примерно как «ᴉ»; при этом в ранних публикациях она, по видимому, имела заглавную форму, как и другие символы для обозначения щелчков, однако, уже к 1863 году заглавные щелчки были исключены из стандартного алфавита.
В переводах Крёнлайна на языке нама буква была чуть выше, чем у Лепсиуса (по высоте примерно как t) и не имела заглавной формы. При этом она всё ещё сохраняла форму зубного щелчка с точкой снизу (ǀ̣).
В 1921 году в качестве символа МФА для альвеолярного щёлкающего согласного была утверждена растянутая C (ʗ), созданная Дэниелом Джонсом. Буква ǃ официально заменила её лишь в 1989 году.